# Buberos
Buberos és un municipi espanyol ubicat a la província de Sòria, dins la comunitat autònoma de Castella i Lleó.

## Demografia
| 1991 | 1996 | 2001 | 2004 |
| ---- | ---- | ---- | ---- |
| 58   | 54   | 47   | 44   |